# Memórias de uma Guerra Suja
Memórias de uma Guerra Suja é um livro de autoria de Rogério Medeiros e Marcelo Netto  com depoimentos do ex-delegado do DOPS Cláudio Guerra, lançado em 2012 pela editora Topbooks.
Hoje pastor evangélico da Assembléia de Deus,  Claúdio Guerra narra aos jornalistas seus anos como agente da repressão durante a ditadura militar brasileira entre os anos de 1970 a início dos anos 80, e joga luzes sobre fatos históricos daquela época, como o atentado do Riocentro, a morte da estilista Zuzu Angel, a morte do delegado Sérgio Fleury, os atentados a bomba à sede da OAB e a redações de jornais e revistas, a morte do jornalista Alexandre von Baumgarten em 1982 e o fim de diversos militantes comunistas que, segundo o livro,  depois de torturados e assassinados tiveram seus corpos incinerados por ele e sua equipe numa usina de açúcar em Campos, Estado do Rio de Janeiro.
As denúncias de Guerra no livro provocaram a intervenção do Ministério Público Federal e da Polícia Federal brasileira no caso, que levaram a investigações sobre os fatos narrados, especialmente à tentativa de descoberta de corpos nos locais assinalados no livro pelo ex-delegado, no Rio e em Minas Gerais.
Em junho de 2012 o livro encontrava-se como o 8ª mais vendido no país em seu gênero.